# Miss Universo 1989
Miss Universo 1989, trentottesima edizione di Miss Universo, si è tenuta presso il Fiesta Americana Condesa Hotel di Cancún in Messico, il 23 maggio 1989. L'evento è stato presentato da John Forsythe, Emma Samms e Karen Baldwin. Angela Visser, Miss Paesi Bassi, è stata incoronata Miss Universo 1989.

## Risultati

### Piazzamenti
| Risultato finale   | Concorrente |
| ------------------ | --- |
| Miss Universo 1989 | - Paesi Bassi - Angela Visser |
| 2ª classificata    | - Svezia - Louise Drevenstam |
| 3ª classificata    | - Stati Uniti - Gretchen Polhemus |
| 4ª classificata    | - Polonia - Joanna Gapińska |
| 5ª classificata    | - Messico - Adriana Abascal |
| Top 10             | - Cile - Macarena Mina - Finlandia - Åsa Lövdahl - Germania - Andrea Stelzer - Giamaica - Sandra Foster - Venezuela - Eva Lisa Ljung |

### Punteggi alle sfilate finali
Vincitrice
     2ª classificata
     3ª classificata
     Top 6
     Top 10
(#) Posizione in ogni turno della gara
| Nazione     | Intervista | Costume da bagno | Abito da sera | Media      |
| ----------- | ---------- | ---------------- | ------------- | ---------- |
| Paesi Bassi | 9.583 (1)  | 9.725 (1)        | 9.824 (1)     | 9.711 (1)  |
| Svezia      | 9.261 (2)  | 9.233 (2)        | 9.376 (2)     | 9.290 (2)  |
| Polonia     | 8.472 (6)  | 9.105 (3)        | 9.027 (4)     | 8.868 (3)  |
| Messico     | 8.650 (3)  | 8.883 (5)        | 9.026 (5)     | 8.853 (4)  |
| Stati Uniti | 8.511 (5)  | 8.894 (4)        | 8.927 (8)     | 8.777 (5)  |
| Germania    | 8.461 (7)  | 8.737 (7)        | 9.010 (6)     | 8.736 (6)  |
| Venezuela   | 8.204 (8)  | 8.727 (8)        | 9.096 (3)     | 8.676 (7)  |
| Finlandia   | 8.533 (4)  | 8.661 (9)        | 8.755 (9)     | 8.650 (8)  |
| Giamaica    | 8.111 (9)  | 8.788 (6)        | 8.933 (7)     | 8.611 (9)  |
| Cile        | 8.033 (10) | 8.505 (10)       | 8.755 (10)    | 8.431 (10) |

### Riconoscimenti speciali
| Riconoscimento        | Concorrente                                                                                       |
| --------------------- | ------------------------------------------------------------------------------------------------- |
| Best National Costume | - Brasile - Flávia Cavalcanti Rebello - Guatemala - Helka Cuevas - Thailandia - Yonlada Ronghanam |
| Miss Congeniality     | - Turks e Caicos - Sharon Simons                                                                  |
| Miss Photogenic       | - Australia - Karen Wenden                                                                        |

## Concorrenti
- Argentina - Luisa Norbis
- Aruba - Karina Felix
- Australia - Karen Wenden
- Austria - Bettina Berghold
- Bahamas - Tasha Ramirez
- Belgio - Anne de Baetzelier
- Belize - Andrea Sherman McKoy
- Bermuda - Cornelia Furbert
- Bolivia - Raquel Cors Ulloa
- Brasile - Flávia Cavalcanti Rebello
- Canada - Juliette Powell
- Cile - María Macarena Mina Garachena
- Taiwan - Chen Yen Ping
- Colombia - María Teresa Egurrola Hinojosa
- Corea del Sud - Sung-young Kim
- Costa Rica - Luana Freer Bustamante
- Curaçao - Anna Mosteiro
- Danimarca - Louise Mejlhede
- Ecuador - María Eugenia Molina
- Egitto - Sally Attah
- El Salvador - Beatriz López Rodríguez
- Filippine - Sarah Jane Paez
- Finlandia - Åsa Maria Lövdahl
- Francia - Pascale Meotti
- Galles - Andrea Caroline Jones
- Germania - Andrea Steltzer
- Giamaica - Sandra Foster
- Giappone - Eri Tashiro
- Gibilterra - Tatiana Desoisa
- Grecia - Kristiana Latani
- Groenlandia - Naja-Rie Sorensen
- Guam - Janice Santos
- Guatemala - Helka Cuevas
- Haiti - Glaphyra Jean-Louis
- Honduras - Frances Siryl Milla
- Hong Kong - Cynthia Yuk Lui Cheung
- India - Dolly Minhas
- Inghilterra - Raquel Marie Jory
- Irlanda - Collette Jackson
- Islanda - Guðbjörg Gissurardóttir
- Isole Cayman - Carol Ann Balls
- Isole Marianne Settentrionali - Soreen Villanueva
- Isole Vergini Americane - Nathalie Lynch
- Isole Vergini Britanniche - Viola Joseph
- Israele - Nicole Halperin
- Italia - Christiana Bertasi
- Lussemburgo - Chris Scott
- Malaysia - Carmen Cheah Swee
- Malta - Sylvana Sammut Pandolfino
- Mauritius - Jacky Randabel
- Messico - Adriana Abascal
- Nigeria - Bianca Onoh
- Norvegia - Lene Ornhoft
- Nuova Zelanda - Shelley Soffe
- Paesi Bassi - Angela Visser
- Paraguay - Ana Victoria Schaerer
- Perù - Mariana Sovero
- Polonia - Joanna Gapińska
- Porto Rico - Catalina Villa
- Portogallo - Anna Francisco Sobrinho
- Rep. Dominicana - Anny Canaán Camido
- Saint Vincent e Grenadine - Camille Samuels
- Scozia - Victoria Susannah Lace
- Singapore - Pauline Chong
- Spagna - Eva Pedraza
- Sri Lanka - Veronica Ruston
- Stati Uniti - Gretchen Polhemus
- Suriname - Consuela Cruden
- Svezia - Louise Drevenstam
- Svizzera - Karina Berger
- Thailandia - Yonlada Ronghanam
- Trinidad e Tobago - Guenevere Helen Keishall
- Turchia - Jasmine Baradan
- Turks e Caicos - Sharon Simons
- Uruguay - Carolina Pies Riet
- Venezuela - Eva Lisa Larsdotter Ljung